# NeSeBat
NeSeBat je slovenska glasbena skupina. Prehaja med rockom, punkom, novi valom in drugimi glasbenimi žanri.

## Nastanek in delovanje
Zasedba NeSeBat je nastala leta 2011 in ustvarja glasbo, ki se napaja iz zelo širokega nabora zvočnih temeljev. Razlog temu je v tem, da zasedbo sestavljajo člani številnih zasedb, ki so delovali na slovenski alternativni sceni v 80-ih, 90-ih in tudi 21. stoletju. Med njimi najdemo imena, kot so Buldogi, Komakino, 2227, Veryused Artists, It's Not For Sale, Toni Bencinski, Dead Revival, Rhythm Thieves, Crazed Farmers, Enzo Fabianim, Terrafolk, Ples amebe, KSL, …
Zasedbo so na začetku sestavljali Žiga Jenko na vokalu, Arnold Marko in Tomaž Drozg na kitari, Robert Vrtovšek - Maček na bas kitari in Tina Jenko na bobnih. V tej zasedbi so posneli dve skladbi, nato pa je Žiga Jenko zapustil skupino in se posvetil delovanju v zasebi oOo Freeo, vokal pa je prevzel Arnold Marko. V tej zasedbi so posneli svojo prvo ploščo On NeSeBat pas dans l'espoir du succès, katere naslov v besedni igri povzema citat iz francoske igre Cyrano de Bergerac (izvorno "Mais on ne se bat pas dans l'espoir du succès !", kar pomeni  "Mi se ne borimo v upanju na uspeh") in kaže na nihovo nekomericalno naravnanost.
Leta 2015 se je skupini pridružil kitarist Rok Tomšič, Arnold Marko pa se je posvetil zgolj petju. Tomaž Drozg je skupino zapustil leta 2019. 

## Diskografija
- Leta 2012 so posneli demo NeSeBat

- Leta 2015 so izdali album On NeSeBat pas dans l'espoir du succès pri založbi Radia Študent (ZARŠ). Album je izšel v CD in digitalni obliki.

- Leta 2019 so v samozaložbi izdali EP z naslovom Poor Fragments, ki je izšel v digitalni obliki.
- Leta 2022 so v samozaložbi izdali EP z naslovom Poor Reflections, ki je izšel v digitalni obliki.